# Tambinia crini
Tambinia crini är en insektsart som beskrevs av Matsumura 1914. Tambinia crini ingår i släktet Tambinia och familjen Tropiduchidae. Inga underarter finns listade i Catalogue of Life.